# Агломерация Ресифи (мезорегион)

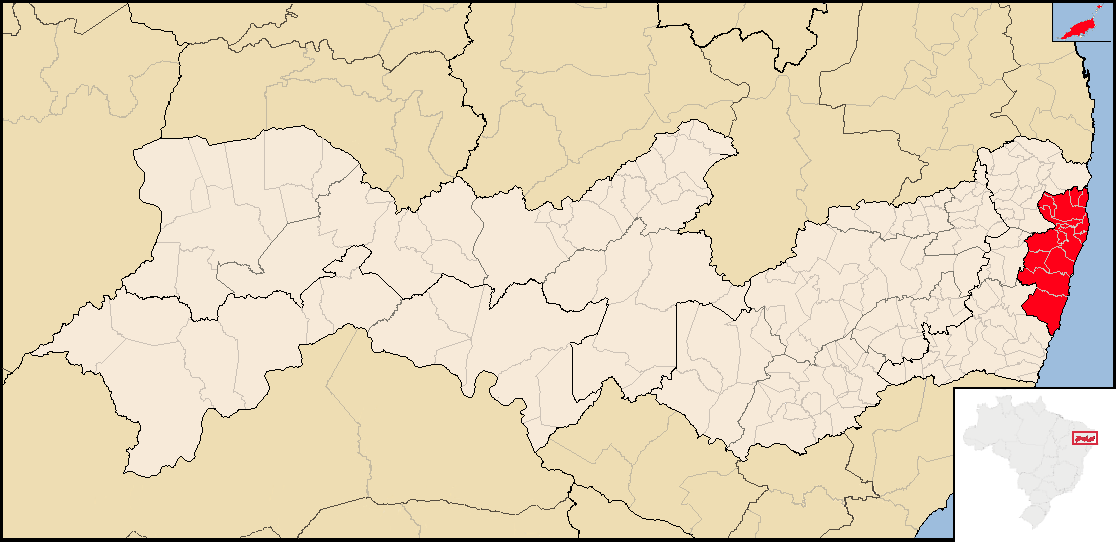
Агломерация Ресифи на карте.

Агломерация Ресифи (порт. Mesorregião Metropolitana do Recife) — административно-статистический мезорегион в Бразилии, входит в штат Пернамбуку. Население составляет 3 693 177 человек (на 2010 год). Площадь — 2787,469 км². Плотность населения — 1324,92 чел./км².

## Демография
Согласно сведениям, собранным в ходе переписи 2010 г. Национальным институтом географии и статистики (IBGE), население мезорегиона составляет:
| Полное население                            | Полное население                            | Полное население                            | Полное население                            | 3 693 177 |
| ------------------------------------------- | ------------------------------------------- | ------------------------------------------- | ------------------------------------------- | --------- |
| в том числе:                                | Городское население                         | 3 591 806                                   | Процент городского населения, %             | 97,26     |
|                                             | Сельское население                          | 101 371                                     | Процент сельского населения, %              | 2,74      |
|                                             | Мужское население                           | 1 737 995                                   | Процент мужского населения, %               | 47,06     |
|                                             | Женское население                           | 1 955 182                                   | Процент женского населения, %               | 52,94     |
| Плотность населения, чел/км²                | Плотность населения, чел/км²                | Плотность населения, чел/км²                | Плотность населения, чел/км²                | 1324,92   |
| Население мезорегиона в % к населению штата | Население мезорегиона в % к населению штата | Население мезорегиона в % к населению штата | Население мезорегиона в % к населению штата | 41,98     |

## Состав мезорегиона
В мезорегион входят следующие микрорегионы:
1. Фернанду-ди-Норонья
2. Итамарака
3. Суапи
4. Ресифи